# 마이 페어 레이디

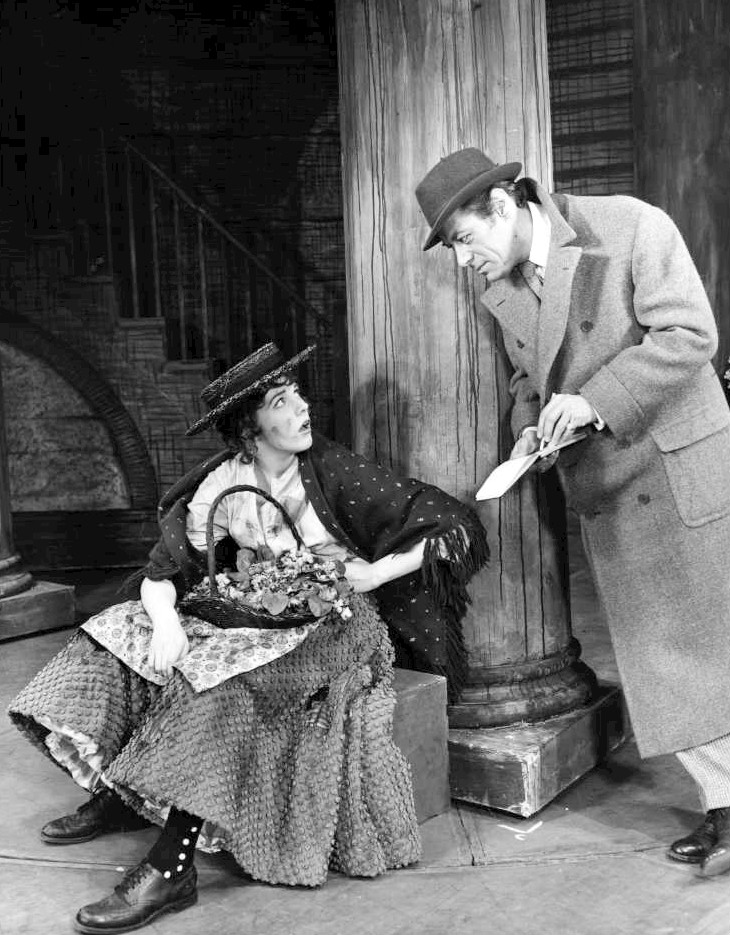

《마이 페어 레이디》(My Fair Lady)는 앨런 제이 러너가 대본과 작사를, 프레더릭 로우가 음악을 맡은 뮤지컬이다. 조지 버나드 쇼의 1913년 연극 《피그말리온》과 1938년 영화 각색을 바탕으로 하며, 코크니 억양을 가진 꽃 파는 소녀 일라이자 둘리틀이 상류층에 진출하기 위해 음성학자 헨리 히긴스 교수에게 말하기 교습을 받는 내용을 다룬다. 냉소적인 성격과 여성을 이해하는 데 어려움이 있음에도 불구하고, 히긴스는 그녀에게 애착을 갖게 된다.
1956년 브로드웨이 초연은 주목할 만한 비평적, 대중적 성공을 거두어 최우수 뮤지컬을 포함한 6개의 토니상을 수상하였다. 당시 브로드웨이에서 가장 오랜 기간 공연된 뮤지컬 기록을 세웠으며, 이후 런던에서도 히트작이 되었다. 렉스 해리슨과 줄리 앤드루스가 두 제작에 모두 주연으로 출연하였다. 이후 많은 리바이벌이 이어졌고, 1964년 영화 버전은 아카데미 작품상을 수상하였다.

## 줄거리

### 1막
에드워디안 시대 런던, 일라이자 둘리틀은 짙은 코크니 억양을 가진 꽃 파는 소녀이다. 저명한 음성학자 헨리 히긴스 교수는 코벤트 가든에서 일라이자를 만나 그의 방언의 저속함을 한탄한다("Why Can't the English?"). 히긴스는 또한 다른 언어학자인 피커링 대령을 만나 자신의 집에 손님으로 머물도록 초대한다. 일라이자와 그의 친구들은 편안한 생활이 어떨지 궁금해한다("Wouldn't It Be Loverly?").
일라이자의 쓰레기 수거부 아버지인 알프레드 P. 둘리틀은 다음 날 아침 술 한 잔 살 돈을 찾아 들른다("With a Little Bit of Luck"). 얼마 후, 일라이자는 꽃집 보조원으로 취직하기 위해 발음 교습을 받고자 히긴스의 집을 찾아온다. 히긴스는 피커링에게 6개월 안에 일라이자에게 제대로 말하는 법을 가르쳐 그를 신사 숙녀로 통하게 할 수 있다고 내기를 건다.
일라이자는 히긴스의 가정의 일원이 된다. 히긴스는 자신을 여성과 잘 어울리지 못할 뿐인 친절한 사람으로 여기지만("I'm an Ordinary Man"), 다른 이들에게는 자기중심적이고 여성 혐오적으로 보인다. 일라이자는 히긴스의 폭압적인 말하기 교습을 견뎌낸다. 좌절한 그는 히긴스를 죽일 다양한 방법을 상상한다("Just You Wait"). 히긴스의 하인들은 긴장된 분위기를 한탄한다("The Servants' Chorus").
히긴스가 그를 포기하려는 순간, 일라이자는 갑자기 완벽한 상류층 스타일로 발음 연습을 낭독한다("The Rain in Spain"). 가정부인 피어스 부인이 일라이자에게 잠자리에 들라고 주장하지만, 그는 너무 흥분되어 잠을 잘 수 없다고 선언한다("I Could Have Danced All Night").
첫 공개 시험으로, 히긴스는 일라이자를 애스콧 경마장의 그의 어머니 박스석으로 데려간다("Ascot Gavotte"). 일라이자가 경주를 보다가 자신을 잊고 저속한 언어로 되돌아가 모두를 놀라게 하지만, 프레디 아인스포드-힐의 마음을 사로잡는다. 프레디는 그날 저녁 일라이자를 찾아와 히긴스의 집 밖 거리에서 그를 기다릴 것이라고 선언한다("On the Street Where You Live").
일라이자의 최종 시험은 대사관 무도회에서 숙녀로 통과하는 것이다. 몇 주간의 추가 준비 후, 그는 준비가 되었다("Eliza's Entrance"). 무도회의 모든 신사 숙녀들이 그를 감탄하며, 트란실바니아 여왕은 그를 왕자와 춤추도록 초대한다("Embassy Waltz"). 헝가리 음성학자인 졸탄 카르파티는 일라이자의 출신을 알아내려 한다. 히긴스는 카르파티가 일라이자와 춤추도록 허락한다.

### 2막
무도회는 성공적이었다; 카르파티는 일라이자를 헝가리 공주라고 선언했다. 피커링과 히긴스는 자신들의 승리에 도취되어("You Did It"), 일라이자에게 주의를 기울이지 않는다. 일라이자는 자신의 성공에 대한 인정을 받지 못해 모욕감을 느끼고, 짐을 싸서 히긴스의 집을 떠난다. 떠나면서 그는 프레디를 만나는데, 프레디는 얼마나 그를 사랑하는지 말하기 시작하지만, 일라이자는 말은 충분히 들었으니 정말 사랑한다면 행동으로 보여주라고 말한다("Show Me").
일라이자와 프레디는 코벤트 가든으로 돌아가지만, 그는 더 이상 그곳이 집처럼 느껴지지 않는다는 것을 알게 된다. 그의 아버지도 그곳에 있으며, 미국 백만장자로부터 예상치 못한 유산을 받아 중산층 신분으로 올라갔으며, 이제 그의 연인과 결혼해야 한다고 말한다. 둘리틀과 그의 친구들은 결혼 전 마지막 유흥을 즐긴다("Get Me to the Church on Time").
히긴스는 다음 날 아침에 깨어난다. 그는 일라이자 없이 기분이 좋지 않음을 느낀다. 그는 무도회에서의 승리 후 그가 왜 떠났는지 궁금해하며 남성(특히 자신)이 여성보다 훨씬 우월하다고 결론짓는다("A Hymn to Him"). 피커링 대령은 일라이자의 안위를 걱정하여 경찰에 연락하고 그를 찾는 데 도움이 될 것으로 믿는 오랜 친구에게도 연락한다.
히긴스는 낙담하여 어머니의 집을 방문하는데, 그곳에서 일라이자를 발견한다. 일라이자는 더 이상 히긴스가 필요하지 않다고 선언한다("Without You"). 히긴스가 집으로 걸어가면서, 그는 일라이자에게 애착이 생겼다는 것을 깨닫는다("I've Grown Accustomed to Her Face"). 집에서 그는 감상적으로 일라이자가 처음 수업을 받으러 왔을 때 녹음한 기록을 다시 듣고, 자신의 가혹한 말을 듣는다. 갑자기 일라이자가 그의 집에 나타난다. 재회의 기쁨을 억누르며, 히긴스 교수는 비웃으며 묻는다, "일라이자, 내 슬리퍼가 대체 어디 있는 거지?"

## 등장인물 및 브로드웨이 초연 배우진
브로드웨이 초연의 배우진
- 일라이자 둘리틀, 젊은 코크니 출신 꽃 파는 소녀 – 줄리 앤드루스
- 헨리 히긴스, 음성학 교수 – 렉스 해리슨
- 알프레드 P. 둘리틀, 일라이자의 아버지, 쓰레기 수거부 – 스탠리 할러웨이
- 휴 피커링 대령, 헨리 히긴스의 친구이자 동료 음성학자 – 로버트 쿠트
- 히긴스 부인, 헨리의 사교계 어머니 – 캐슬린 네스빗
- 프레디 아인스포드-힐, 젊은 사교계 인사이자 일라이자의 구혼자 – 존 마이클 킹
- 피어스 부인, 히긴스의 가정부 – 필리파 베반스
- 졸탄 카르파티, 헨리 히긴스의 전 제자이자 라이벌 – 크리스토퍼 휴잇

## 뮤지컬 넘버
| 1막 - "Overture" – 오케스트라 - "Busker Sequence" – 오케스트라 - "Why Can't the English?" – 히긴스 교수 - "Wouldn't It Be Loverly?" – 일라이자, 남성 사중주 - "With a Little Bit of Luck" – 알프레드 둘리틀, 해리, 제이미, 동료 - "I'm an Ordinary Man" – 히긴스 교수 - "With a Little Bit of Luck" (reprise) – 알프레드 둘리틀, 앙상블 - "Just You Wait" – 일라이자 - "The Servants' Chorus (Poor 히긴스 교수)" – 피어스 부인, 하인 - "The Rain in Spain" – 히긴스 교수, 일라이자, 피커링 대령 - "I Could Have Danced All Night" – 일라이자, 피어스 부인, 하인 - "Ascot Gavotte" – 앙상블 - "On the Street Where You Live" – 프레디 - "Eliza's Entrance/Embassy Waltz" – 오케스트라 | 2막 - "You Did It" – 피커링 대령, 히긴스 교수, 피어스 부인, 하인 - "Just You Wait" (reprise) – 일라이자 - "On the Street Where You Live" (reprise) – 프레디 - "Show Me" – 일라이자, 프레디 - "The Flower Market/Wouldn't It Be Loverly?" (reprise) – 일라이자, 남성 사중주 - "Get Me to the Church on Time" – 알프레드 둘리틀, 앙상블 - "A Hymn to Him" – 히긴스 교수, 피커링 대령 - "Without You" – 일라이자, 히긴스 교수 - "I've Grown Accustomed to Her Face" – 히긴스 교수 - "I Could Have Danced All Night" (reprise) / "Finale" – 오케스트라 |

## 주해
1. ↑  뮤지컬의 원작 대본과 초기 공연들에서는 무도회 장면이 1막의 끝에 위치하였다. 일부 후기 공연들에서는 이 장면을 2막의 시작 부분으로 옮겼다.